# 新上五島町立若松小学校
新上五島町立若松小学校（しんかみごとうちょうりつ わかまつしょうがっこう）は長崎県南松浦郡新上五島町若松郷にあった公立小学校。
2014年（平成26年）3月末に閉校した。

## 概要
歴史
1874年（明治7年）創立。新上五島町立若松中央小学校との統合により、2014年（平成26年）3月末をもって閉校した。
校章
リボンで結んだ左右の月桂樹と桜の花弁の絵を背景にして中央に校名の「若小」の文字（縦書き）を置いている。
校歌
作詞は宮内秀雄、作曲は松尾政彦による。歌詞は3番まであり、校名は歌詞中に登場しない。
学校教育目標
「心豊かで、心身ともにたくましい若松っ子の育成」

## 沿革
- 1874年（明治7年）- 「第五大学区第五中学区若松小学校」として創立。極楽寺を校舎として寺子屋式の授業を開始。
  - 荒川分校、神之浦分校を設置。
- 1878年（明治11年）- 奈良尾小学校より桐古分校が移管される。
- 1884年（明治17年）- 民家を買収し、校舎を移転。
- 1886年（明治19年）
  - 6月 - 小学校令の施行により、「尋常若松小学校」に改称。修業年限を4年（=義務教育年限）とする。
  - 8月 - 桐古分校が分離の上、簡易桐古小学校として独立。
- 1887年（明治20年）- 荒川分校が分離し、簡易荒川小学校（修業年限3年）として独立。
- 1889年（明治22年）4月1日 - 市町村制の施行により、若松村立の小学校となる。
- 1892年（明治25年）
  - 4月1日 - 「若松尋常小学校」に改称（「尋常」の位置が変わる）。
  - 11月 - 神之浦分校が分離し、神之浦尋常小学校として独立。
- 1893年（明治26年）10月 - 神部分校・佐尾分校を設置。
- 1896年（明治29年）- 校舎を新築し移転を完了。
- 1901年（明治34年）7月 - 神部分校・佐尾分校が分離し、それぞれ神部尋常小学校・佐尾尋常小学校として独立。
- 1907年（明治40年）4月1日 - 小学校令の改正で義務教育年限が4年から6年に延長されたため、尋常科5年を新設。
- 1908年（明治41年）4月1日 - 尋常科6年を新設。
- 1934年（昭和9年）4月1日 - 高等科を併設し、「若松第一尋常高等小学校」に改称。（尋常科6年・高等科2年）
- 1935年（昭和10年）4月1日 - 大平分教場を設置。
- 1941年（昭和16年）4月1日 - 国民学校令の施行により、「若松第一国民学校」に改称。尋常科を初等科に改める。（初等科6年・高等科2年）
- 1942年（昭和17年）4月1日 - 土井の浦分教場を設置。
- 1947年（昭和22年）4月1日 - 学制改革（六・三制の実施）が行われ、国民学校初等科が「若松村立第一小学校」となる。
  - 国民学校高等科は青年学校と統合され、新制中学校となる。大平分教場を大平分校とする。
- 1948年（昭和23年）4月1日 - 「若松村立若松小学校」に改称。
- 1956年（昭和31年）9月25日 - 若松町の発足[1]により、「若松町立若松小学校」に改称。
- 1958年（昭和33年）- 学校用水を設置。
- 1966年（昭和41年）- 学校給食（準給食）を開始。
- 1969年（昭和44年）- へき地集会所（体育館）が開始。
- 1972年（昭和47年）3月31日 - 大平分校が分離し、若松町立大平小学校として独立。
- 1980年（昭和55年）- 簡易水洗トイレを設置。
- 1988年（昭和63年）- 運動場を整備。
- 1991年（平成3年）- 若松大橋が開通し、中通島とつながる。
- 2003年（平成15年）4月1日 - 若松町立大平小学校を統合。
- 2004年（平成16年）8月1日 - 新上五島町の発足により、「新上五島町立若松小学校」（現校名）に改称。
- 2014年（平成26年）3月31日 - 新上五島町立若松中央小学校との統合により閉校。140年の歴史に幕を閉じる。
  - 若松小学校は若松地区の中心部にあり児童数は中央小学校よりも多かったが、地理的に若松地区の中央にあり校舎の新しい若松中央小学校の方に統合されることとなった。

## 周辺
- 新上五島町立若松中学校
- 新上五島町役場若松支所
- 若松港ターミナル

## アクセス
最寄りのバス停
- 西肥自動車（西肥バス）五島営業所「若松支所前」
- 新上五島町営バス「役場前」

最寄りの県道
- 長崎県道169号日ノ島猿浦線

最寄りの港
- 若松港 - 五島旅客船が福江港との間にフェリー・高速船を運行している。

## 参考資料
- 「若松町誌」（1980年（昭和55年）3月1日発行, 若松町役場）p.208